# Annina Hellenthal

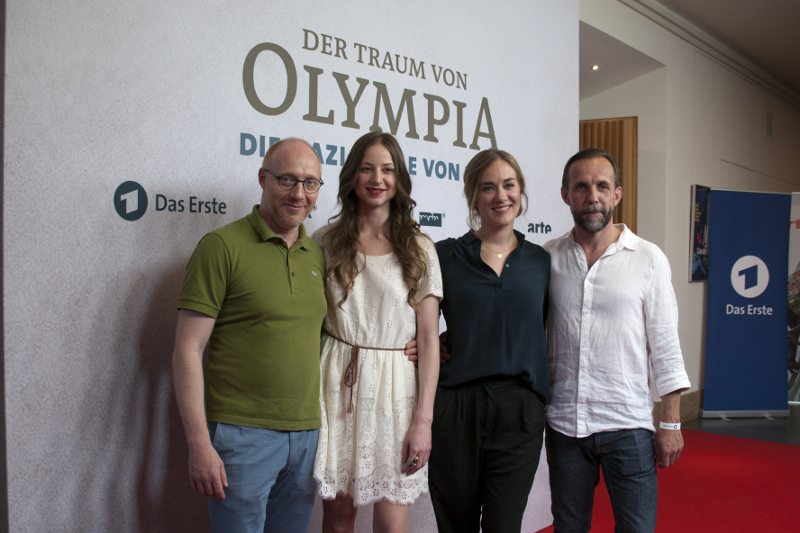
Simon Schwarz, Sandra von Ruffin, Annina Hellenthal, Gotthard Lange (2016)

Annina Hellenthal (* 9. September 1983 in Bochum) ist eine deutsche Schauspielerin.

## Leben
Annina Hellenthal ging in ihrer Geburtsstadt Bochum zur Schule, wo sie 2004 an der Goethe-Schule ihr Abitur machte. Von 2004 bis 2008 absolvierte sie eine Schauspielausbildung an der Arturo Schauspielschule in Köln. Die ARTURO-Schule verließ sie mit dem Schauspieldiplom. Seither arbeitet sie als freie Schauspielerin. Während ihrer Ausbildung spielte sie verschiedene große Theaterrollen am zur Schauspielschule gehörenden Arturo-Theater, trat im Theater im Volksgarten in Köln auf und gastierte bei 2006 und 2007 bei der Kölner Theaternacht. Nach dem Abschluss ihrer Ausbildung folgten Engagements bei freien Theaterproduktionen, u. a. beim Flugtheater „Angels Aerials“ (2009–2010; als Wendy in Peter Pan), anschließend dann am Theater im Bauturm in Köln (2011) und am Prinzregenttheater in Bochum (2012–2013). 2013 übernahm sie die Rolle der Luise in Kabale und Liebe im Rahmen einer Produktion des theaterpädagogischen Ensembles „Drama Tisch“.
Seit 2005 steht Hellenthal als Schauspielerin auch für Film und Fernsehen vor der Kamera. Eine ihrer ersten Fernseharbeiten war die kleine Rolle einer Studentin im Münsteraner Tatort: Das ewig Böse (Erstausstrahlung: Februar 2006). Nach einigen kleineren Auftritten, u. a. als Sekretärin Ute in Michael Keuschs Fernsehkomödie London, Liebe, Taubenschlag (2010) an der Seite von Christian Kahrmann und Marco Girnth, übernahm sie seit 2013 auch größere Rollen und Hauptrollen in Fernsehfilmen und Fernsehserien.
In der ZDF-Fernsehserie Die Familiendetektivin (Ausstrahlung Januar–März 2014) übernahm sie eine durchgehende Seriennebenrolle. Sie spielte Karla Haas, die Inhaberin eines kleinen Augsburger Cafés mit Poststelle, und Schwester von Hauptkommissar Conrad Haas, der männlichen Hauptfigur der Serie (Heikko Deutschmann). Im ZDF-Krimi Die reichen Leichen. Ein Starnbergkrimi (Erstausstrahlung: Juli 2014), ihrer ersten Fernsehhauptrolle, verkörperte sie, an der Seite von Andreas Giebel und Florian Stetter, die Dortmunder Polizeimeisteranwärterin Ariane Fink, die es nach Bayern an den Starnberger See verschlägt. In der ZDF-Krimireihe Marie Brand hatte sie in dem Film Marie Brand und die rastlosen Seelen (Erstausstrahlung: September 2016) eine weitere Hauptrolle. Sie spielte die Heilpraktikerin Kyra, die gemeinsam mit der ermordeten Schamanenpriesterin Sarah di Maga (Doris Schretzmayer) eine Praxisgemeinschaft führte, und die auch an Marie Brand (Mariele Millowitsch) eine schamanische Meditationsreise vornimmt. In dem Fernsehfilm Mama geht nicht mehr von Vivian Naefe (Erstausstrahlung: November 2016) war sie die Sprechstundenhilfe Maren, die eine Affäre mit ihrem verheirateten Chef (Simon Schwarz) hat.
In der 6. und 7. Staffel der Serie Die Chefin (April 2016 bis September 2017) spielte Hellenthal als Gerichtsmedizinerin Anngret Moll, die heimlich in ihren Kollegen, den Kriminalkommissar Jan Trompeter (Stefan Rudolf), verliebt ist, eine durchgehende Seriennebenrolle. In der ZDF-Fernsehreihe Helen Dorn spielte sie in dem Fernsehfilm Verlorene Mädchen (Erstausstrahlung: April 2017) das Vergewaltigungsopfer Nadine Wagner. In dem Fernsehfilm Ein Kind wird gesucht (2017), einer filmischen Darstellung des Falles Mirco S., hatte Hellenthal eine Nebenrolle als Konstanze Weiß, eine Kriminalbeamtin in der Abteilung Opferschutz.
Sie hatte außerdem Episodenrollen in den Fernsehserien SOKO Wismar (2016; als Gastmutter Barbara Henn, die Konflikte mit ihrem georgischen Au-pair-Mädchen hat), In aller Freundschaft – Die jungen Ärzte (2016; als junge Witwe Laura Wilhelms, deren Mann bei einem Verkehrsunfall stirbt, an der Seite von Max Hegewald) und Notruf Hafenkante (Januar 2017; als zunächst unglaubwürdige Schauspielerin Verena Riwa, die Opfer eines Stalkers wurde).
Von September 2017 bis April 2023 war Hellenthal von der 4. bis zur 9. Staffel in der ZDF-Serie Bettys Diagnose, in der sie die namensgebende Hauptrolle Betty Weiss übernahm, zu sehen.
In der 17. Staffel der ZDF-Serie SOKO Köln (2020) übernahm Hellenthal eine der Episodenhauptrollen als tatverdächtige Immobilienmaklerin und Vermieterin Franka Fromme.
Hellenthal lebt in Köln.

## Filmografie (Auswahl)
- 2006: Tatort: Das ewig Böse (Fernsehreihe)
- 2009: Diamantenhochzeit (Kinofilm)
- 2010: London, Liebe, Taubenschlag (Fernsehfilm)
- 2010: Letzter Moment (Fernsehfilm)
- 2014: Tatort: Der Fall Reinhardt (Fernsehreihe)
- 2014: Die Familiendetektivin (Fernsehserie, Seriennebenrolle)
- 2014: Die reichen Leichen. Ein Starnbergkrimi (Fernsehfilm)
- 2016: SOKO Wismar (Fernsehserie, Folge Das Ende aller Träume)
- 2016: Duell der Brüder – Die Geschichte von Adidas und Puma (Fernsehfilm)
- 2016: Emma nach Mitternacht – Der Wolf und die sieben Geiseln (Fernsehfilm)
- 2016: In aller Freundschaft – Die jungen Ärzte (Fernsehserie, Folge Die entscheidenden Sekunden)
- 2016: Lena Lorenz – Spurlos Verschwunden (Fernsehreihe)
- 2016: Mama geht nicht mehr (Fernsehfilm)
- 2016: Marie Brand und die rastlosen Seelen (Fernsehreihe)
- 2016–2017: Die Chefin (Fernsehserie, Seriennebenrolle)
- 2017: Die Lebenden und die Toten (2) – Ein Taunuskrimi (Fernsehfilm)
- 2017: Notruf Hafenkante (Fernsehserie, Folge Du liebst mich)
- 2017: Helen Dorn – Verlorene Mädchen (Fernsehreihe)
- 2017: Rentnercops (Fernsehserie, Folge Im Wagen vor mir)
- 2017–2023: Bettys Diagnose (Fernsehserie, Serienhauptrolle)
- 2017: Ein Kind wird gesucht (Fernsehfilm)
- 2020: SOKO Köln (Fernsehserie, Folge Schlüsselkind)
- 2023: Rentnercops (Fernsehserie, Folge Titanendämmerung)
- 2023: In aller Freundschaft – Die jungen Ärzte (Fernsehserie, Folge Überschritten)
- 2024: Tatort: Diesmal ist es anders (Fernsehreihe)